# Улица Володарского (Екатеринбург)
У́лица Волода́рского — улица в Екатеринбурге (в некоторых справочниках, а также на адресных табличках некоторых зданий ошибочно обозначена как переулок), в жилом районе «Центральный». Находится на территории Верх-Исетского административного района города. Названа в честь Моисея Марковича Володарского (Гольдштейна), до этого носила название 1-й Богоявленский переулок.

## Расположение и благоустройство
Проходит с юга на север от площади 1905 года до улицы Антона Валека, нумерация домов № 3—9, 2—6.

## История
Улица была застроена в XVIII—XIX веках 1—2-этажными особняками, из которых сохранились лишь два дома № 7 и 7-а (ныне — офисные здания). В 1913 году на средства членов братства Праведного Симеона Верхотурского Чудотворца, на углу с Большой съезжей улицей был построен Епархиальный дом в стиле модерн, в котором разместились церковно-приходская школа и библиотека.  В 1928 был сдан 4—5-этажный жилой дом на углу с пр. Ленина, имеющий два адреса Володарского, 2 и пр. Ленина, 29 (все жилые квартиры, в том числе и в первых трех подъездах в части дома расположенной на Володарского, относятся к пр. Ленина, 29). В 1928—1930 бывший епархиальный дом был перестроен в формах конструктивизма и в нём расположился Клуб Профинтерна (позднее клуб, ДК имени Свердлова, затем ДК ГУВД, архитектор К. В. Коржинский), в котором в конце 1980-х проходили одни из первых в стране рок-фестивалей. В 1931 сдан комплекс «Дом Чекистов», 5-этажная его часть выходит на пер. Володарского (жилые квартиры отнесены к адресу ул. 8 Марта, 2). В 1935 сдан 5-этажный жилой дом № 4 в стиле постконструктивизм, 37 жилых квартир дома (все 3-комнатные коммунальные, ныне большинство расселены) также отнесены к адресу ул. 8 Марта, 4). В связи со строительством метрополитена, к концу 1980-х были снесены дома №№ 3 и 5, на месте дома № 3 построено здание управления Екатеринбургского метрополитена, а на месте дома № 5 располагается пустырь, зарезервированный для строительства станции «Главный проспект» второй линии метрополитена. Между домами № 7 и № 9 расположилось заброшенное кафе «Аве Мария», известное тем, что его вход, оформленный в виде «красного гриба» стоит уже более 10 лет. ДК ГУВД (дом культуры «Профинтерн», ранее «Совторгслужащих») также не реставрировался и был обтянут к 9-му саммиту Шанхайской организации сотрудничества тентом, на котором изображён предполагаемый проект реставрации этого памятника архитектуры.

## Транспорт
Движение наземного общественного транспорта по улице не осуществляется. Ближайшая остановка «Площадь 1905 года»